# U 641 (Kriegsmarine)
De U 641 was een type VIIC U-boot van de Duitse Kriegsmarine tijdens de Tweede Wereldoorlog. De U 641 stond onder commando van kapitein-luitenant-ter-zee Horst Rendtel

## Ondergang
Gezonken op 19 januari 1944 in de Noord-Atlantische Oceaan, ten zuidwesten van Ierland in positie 50° 25′ 0″ NB, 18° 49′ 0″ WL door dieptebommen van het Britse korvet HMS Violet. Commandant Horst Rendtel en zijn 50 bemanningsleden kwamen hierbij om.